# هانز زايدل
فرانتس فينديلين «هانز» زايدل (بالألمانية: Franz Wendelin "Hanns" Seidel) (12 أكتوبر 1901 - 5 أغسطس 1961) كان سياسيًّا ألمانيًّا ينتمي لحزب الاتحاد الاجتماعي المسيحي (CSU). شغل منصب رئيس وزراء ولاية بافاريا من 1957 إلى 1960. ومن 1955 إلى 1961 رئيس الاتحاد الاجتماعي المسيحي.

## وصلات خارجية
- هانز سايدل على موقع مونزينجر (الألمانية)